# Xã Norden, Quận LaMoure, Bắc Dakota
Xã Norden (tiếng Anh: Norden Township) là một xã thuộc quận LaMoure, tiểu bang Bắc Dakota, Hoa Kỳ. Năm 2010, dân số của xã này là 51 người.